# QANDA
QANDA（クァンダ）は大韓民国のエデュテック会社であるMathpressoが開発した人工知能解説検索サービスである。光学文字認識技術で撮影された問題をスキャンし、展開別解き方を提供している。 
2021年、クァンダは日本、ベトナム、インドネシア、そしてタイを含めた20ヵ国の教育アプリランキングで1位を獲得した。 また、クァンダはベトナム、日本、インドネシアにも支社を設立した。
2022年12月の時点でクァンダは47億個以上の質問を解決した。クァンダは計7,500万人の登録者を抱えており、50ヵ国で1,300万人の月間アクティブユーザー(MAU)に達した。 累積登録者数の87％はベトナムやインドネシア等、海外ユーザーである。

## 歴史
Mathpressoの共同創業者のRay Leeは、大学時代、韓国のソウルと仁川で課外授業をした経験を通じて関田のアイデアを思いついた。 共同創業者のRayLeeは、家庭教師をしながら学生の居住地域や環境による教育格差を実感した。彼はこのような悩みをインチョン科学高等学校の同期である共同代表のJake Leeに相談し、スマートフォンでわからない問題を先生に質問することができるサービスを構想した 
以降、学校の同期であるEric Jeong(CTO)とJose Jeong(CAO)が会社の立ち上げに合流した。 
- 2015年6月、株式会社Mathpressoを設立された。
- 2016年1月、Mathpressoの初商品であるクァンダがリリースされた。アプリは生徒と先生ユーザー間の質問解答サービスを提供していた。[7]
- 2017年10月、クァンダはAI技術を活用し、数秒で解答をみることができる解説検索機能を導入した。[7]
- 2021年6月、クァンダはシリーズCファンディングで5000万ドルの投資を引き付けた。[8]
- 2021年11月、クァンダはGoogleより、戦略的投資を受けた。[9]

設立から今までクァンダはGoogle、Yellowdog、GGV Capital、Goodwater Capital、KDB、ソフトバンクベンチャーズ、Legend Capital、Mirae Asset Venture Investment、Smilegate InvestmentなどのシリーズCファンディングから投資を引き付けた。
投資総額は1億2200万ドルに及ぶ。

## 特徴
クァンダはOCRを基にした解説検索、数式計算機、先生へ質問、スタディタイマー機能を提供している。
2021年、クァンダは無制限マイクロビデオ講義を提供するプレミアムメンバーシップ(購読モデル)と協業学習を強化するコミュニティ機能を含めた追加機能をリリースした。
2021年、クァンダはタブレット端末を基盤とするマンツーマンレッスンのクァンダ先生をリリースした。
2022年、クァンダはオンラインにて学校定期考査の過去問を提供する機能をリリースした。この機能は、韓国で使用可能である。